# Heike Kamerlingh Onnes
Heike Kamerlingh Onnes (Groninga, 21 settembre 1853 – Leida, 21 febbraio 1926) è stato un fisico olandese, figura fondamentale nel campo della fisica delle basse temperature, premio Nobel per la Fisica nel 1913.

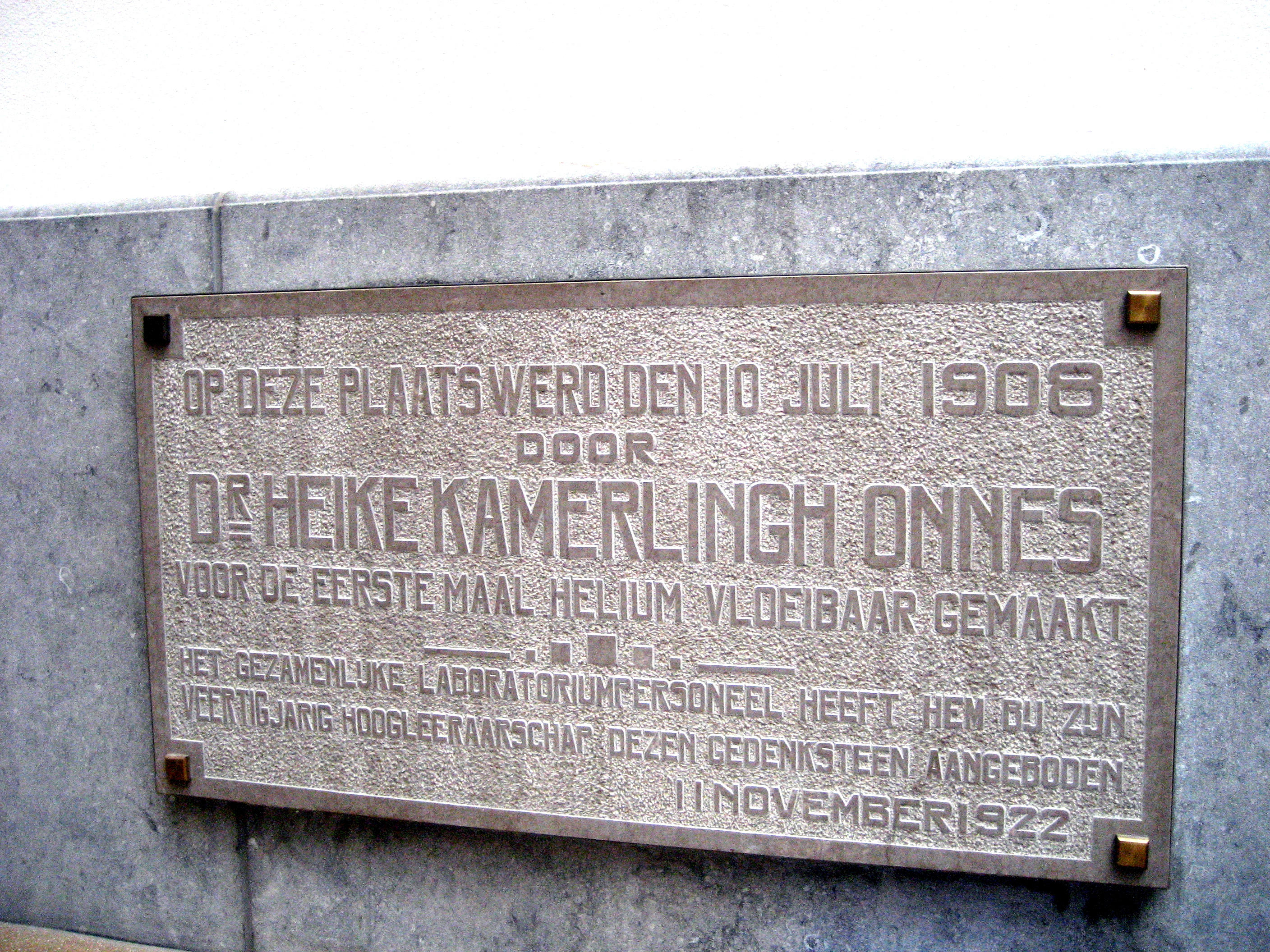
Targa presso l'Università di Leida commemorante la produzione dell'elio liquido.

Lavorando presso l'Università di Leida (dove fu professore dal 1882 al 1923), fu il primo a capire come ottenere la liquefazione dell'elio, aprendo la strada allo studio dei sistemi a temperature prossime allo zero assoluto.
Sfruttando le potenzialità offerte da questa sua scoperta nel campo criogenico, poco tempo dopo fu il primo ad osservare il fenomeno della superconduzione: nel 1911 aveva notato infatti come in certi conduttori metallici, e in particolare nel mercurio, la resistività {\displaystyle \rho } presentava moderate variazioni a temperature alte e diventava invece bruscamente nulla in prossimità dello zero assoluto trasformando così il metallo in un superconduttore. Nello stesso esperimento fu probabilmente realizzata per la prima volta anche la transizione dell'elio allo stato superfluido, ma quest'ultimo fenomeno non fu colto da Kamerlingh Onnes, e sarebbe stato effettivamente descritto solo nel 1937.
L'importanza dei risultati di Kamerlingh Onnes fu immediatamente riconosciuta dalla comunità scientifica, portandolo a ricevere il Premio Nobel per la fisica già nel 1913, all'età di 60 anni.
Inoltre fu proprio Onnes a coniare il termine "entalpìa", per riferirsi a quella parte dell'energia interna di un sistema (U) che può essere scambiata con l'ambiente esterno.
Era fratello del pittore olandese Menso Kamerlingh Onnes.